# Shishi (köpinghuvudort i Kina, Jiangxi Sheng, lat 28,26, long 114,77)
Shishi är en köpinghuvudort i Kina. Den ligger i provinsen Jiangxi, i den sydöstra delen av landet, omkring 120 kilometer sydväst om provinshuvudstaden Nanchang. Antalet invånare är 26 886. Befolkningen består av 12 703 kvinnor och 14 183 män. Barn under 15 år utgör 22,0 %, vuxna 15-64 år 67 %, och äldre över 65 år 9,0 %.
Runt Shishi är det tätbefolkat, med 266 invånare per kvadratkilometer. Närmaste större samhälle är Xinchang, 14,6 km norr om Shishi. Trakten runt Shishi består till största delen av jordbruksmark.
Genomsnittlig årsnederbörd är 2 214 millimeter. Den regnigaste månaden är maj, med i genomsnitt 382 mm nederbörd, och den torraste är oktober, med 45 mm nederbörd.